# Joseph Doll
Joseph Doll (Baviera, ... – Napoli, agosto 1774) è stato un organista e pedagogo tedesco.
In Italia era conosciuto con il nome Giuseppe Dol.
Grazie all'aiuto del Cardinale Spinelli fu ammesso al Conservatorio dei Poveri di Gesù Cristo di Napoli il 15 dicembre 1736, dove fu allievo di Francesco Durante e Francesco Feo. Nel 1749 scrisse la cantata Per la solenne esposizione del santissimo sagramento su testo del cardinale Giuseppe Ercolani. Nel 1755 diventò secondo maestro del Conservatorio di Sant'Onofrio a Porta Capuana accanto a Carlo Cotumacci. Poco più tardi, nel 1757, fu nominato anche secondo organista della Cappella del Tesoro del Duomo di Napoli. Nel 1770 incontrò nella città partenopea il giovane Wolfgang Amadeus Mozart.
Doll fu l'unico musicista non italiano a diventare maestro di un conservatorio napoletano.